# Austrittsleitrad
Ein Austrittsleitrad (engl. Outlet Guide Vane, OGV) ist ein Leitschaufelkranz der Beschaufelung von Strahltriebwerken oder Turbinen zum Zweck, dem ausströmenden Gasstrom seinen Rotationsdrall zu nehmen oder ihn zu mindern, um ihn damit geradliniger ausströmen zu können.
Vor dem Triebwerk kann ein Eintrittsleitrad (engl. Inlet Guide Vane, IGV) montiert sein, um damit den einströmenden Luftstrom in einen geeigneten Rotationsdrall zu versetzen, bevor er auf die erste Laufschaufelstufe trifft.